# Единый день голосования 8 октября 2006 года

Карта региональных выборов 8 октября 2006 года.
Парламентские

В единый день голосования 8 октября 2006 года, согласно данным Центральной избирательной комиссии Российской Федерации, прошло 452 выборные кампании различного уровня, включая выборы глав 75 муниципальных образований и законодательные собрания 9 субъектов федерации.

## Муниципальные образования

### Главы крупных и средних городов
| № | Город                               | Выборы                                       | Предыдущий глава              | Избран       | Процент голосов | Явка  |
| - | ----------------------------------- | -------------------------------------------- | ----------------------------- | ------------ | --------------- | ----- |
| 1 | Новокузнецк · (Кемеровская область) | Выборы мэра Новокузнецкого городского округа | С. Д. Мартин с 30 апреля 1996 | С. Д. Мартин | 77,81           | 32,16 |

## Законодательные собрания субъектов федерации

### Республика Карелия
- Единая Россия 11
- РПЖ 5
- КПРФ 4
- Российская партия пенсионеров 3
- ЛДПР 2

### Тыва
- Единая Россия — 9
- РПЖ — 7

### Чувашия
- Единая Россия по предварительным данным набрало 15
- КПРФ — 5
- ЛДПР — 3

### Приморский край
- Единая Россия 13
- КПРФ 3
- Российская партия пенсионеров 2
- Свобода и Народовластие 2

### Астраханская область
- Единая Россия 15
- Родина 6
- Российская партия пенсионеров 4
- КПРФ 5

### Липецкая область
- Единая Россия 17
- Российская партия пенсионеров 4
- КПРФ 4
- РПЖ 3

### Новгородская область
- Единая Россия — 7
- КПРФ — 3
- Свободная Россия — 2
- ЛДПР — 1

### Свердловская область
Выборы в Областную думу (была избрана половина депутатов):
- Единая Россия — 40,54 % — 7 мандатов (-1 по сравнению с 2004)
- Российская партия пенсионеров — 18,75 % — 4 мандата
- Российская партия ЖИЗНИ — 11,51 % — 2 мандата
- КПРФ — 7,27 % — 1 мандат (-1 по сравнению с 2004)

Не прошли 7 % барьер:
- ЛДПР — 5,51 %
- Свободная Россия — 3,20 %
- Яблоко — 2,47 %
- Родина — 2,39 %
- Патриоты России — 1,09 %
- Народная воля — 0,31 %
- Против всех — 55,395 голосов — 5,76 %

Итоговый состав Областной думы:
- Единая Россия — 15 депутатов
- Российская партия пенсионеров — 4 депутата
- РПЖ — 2 депутата
- КПРФ, ЛДПР, Партия возрождения России, Союз бюджетников Урала — по 1 депутату
- 2 депутата избирались от КПРФ, но были исключены из партии
- 1 депутат избирался от ЛДПР, но был исключён из партии

### Еврейская автономная область
- Единая Россия 5
- КПРФ 2
- Российская партия пенсионеров 1